# Landkreis Mittelsachsen
Landkreis Mittelsachsen är ett distrikt (Landkreis) i centrala delen av det tyska förbundslandet Sachsen. Det bildades 1 augusti 2008 genom sammanslagning av de tidigare distrikten Döbeln, Freiberg och Mittweida. Distriktet har ungefär 340 000 invånare, centralorten är Freiberg.

## Administrativ indelning
I förvaltningsrättslig mening finns i modern tid ingen skillnad mellan begreppet Stadt (stad) gentemot Gemeinde (kommun). Följande städer och Gemeinden ligger i Landkreis Mittelsachsen: 

### Städer
| - Augustusburg - Brand-Erbisdorf - Burgstädt - Döbeln - Flöha - Frankenberg | - Frauenstein - Freiberg - Geringswalde - Großschirma - Hainichen | - Hartha - Leisnig - Lunzenau - Mittweida - Oederan | - Penig - Rochlitz - Roßwein - Sayda - Waldheim |

### Kommuner
| - Altmittweida - Bobritzsch-Hilbersdorf - Claußnitz - Dorfchemnitz - Eppendorf - Erlau - Großhartmannsdorf - Großweitzschen | - Halsbrücke - Hartmannsdorf - Königsfeld - Königshain-Wiederau - Kriebstein - Leubsdorf - Lichtenau - Lichtenberg im Erzgebirge - Mühlau | - Mulda/Sa. - Neuhausen im Erzgebirge - Niederwiesa - Oberschöna - Ostrau - Rechenberg-Bienenmühle - Reinsberg - Rossau | - Seelitz - Striegistal - Taura - Wechselburg - Weißenborn im Erzgebirge - Zettlitz - Zschaitz-Ottewig |